# エレオノーラ・ジェキェビッチ
エレオノーラ・ジェンキェビッチ（Eleonora Dziękiewicz, 1978年10月15日 - ）は、ポーランドの元女子バレーボール選手。

## 来歴・人物
ポーランド代表でミドルブロッカーとして2007年代表初レギュラーで活躍した。ポーランド代表のセンターとしては185cmと小柄だが、跳躍力とスピードがある。2007年、ワールドグランプリと、ワールドカップに出場した。

## 所属クラブ
- KPSKスタル・ミエレツ （2000-2003年）
- PTPSピワ （2003-2006年）
- カリシュ（2006-2008年）
- アルプロフ ビェルスコ＝ビャワ（2008-2010年）
- アトム・トレフル・ソポト（2010-2012年）
- ムシニアンカ・ムシナ（2012-2013年）
- Tauron Banimex MKS Dąbrowa Górnicza（2013-2017年）